# Karel Voženílek
Karel Voženílek (ur. 13 grudnia 1883 w miejscowości Týnišťko; zm. 23 marca 1943 w Pradze) – czeski generał.

## Biogram
Po studiach w gimnazjum i szkole browarniczej wyjechał do Rosji, gdzie w sierpniu 1914 wstąpił do Drużyny Czeskiej. Powstał z niej później Korpus Czechosłowacki, w którym z 1917 r. pełnił różne funkcje dowódcze.
We wrześniu 1918 r. objął funkcję dowódcy w Pierwszym Pułku Strzeleckim po pułkowniku Józefie Jerzym Švecu, który wkrótce potem popełnił samobójstwo, ponieważ żołnierze odmówili powstrzymania ataku bolszewików na jego rozkaz. Z tego stanowiska awansował na stanowisko dowódcy Pierwszej Dywizji Strzeleckiej „Husyckiej” (w październiku 1918).
Po powrocie do ojczyzny w 1920 awansował na stopień generała brygady i został dowódcą dywizji piechoty. Potem działał w sztabie głównym (1921-24 pierwszy zastępca naczelnika). Stąd wyjechał do Francji studiować w Wyższej Szkole Wojskowej (1924–1925) i karierę swą zakończył jako szef wydziału ogólnego w ministerstwie obrony narodowej (1925–1938). Od 1925 generał dywizji, od 1938 w stanie spoczynku.

## Odznaczenia
- Krzyż Wojenny Czechosłowacki – trzykrotnie
- Order Sokoła z mieczami